# Vladimiro Schettina
Vladimiro Schettina (8 d'octubre de 1955) és un exfutbolista paraguaià.

## Selecció del Paraguai
Va formar part de l'equip paraguaià a la Copa del Món de 1986. Disputà 26 partits amb la selecció.